# إسماعيل الحطاب
إسماعيل الحطاب  فنان ومغني تونسي اشتهر بالفن الشعبي والأغاني البدوية وبالخصوص الزكرة. ترك بصمته في الأغاني الشعبية التونسية وشارك ضمن ثلة من الفنانين الشعبيين في أعظم حفل للموسيقى الشعبية بمسرح قرطاج سنة 1991 بعنوان «النوبة» توفي سنة 1994 دفن بمقبرة سيدي الجبالي بأريانة، 

## أغانيه
- الخمسة الي لحقوا بالجرة
- بين الوديان
- دزيتيلي هاني جيت